# UNIVAC I

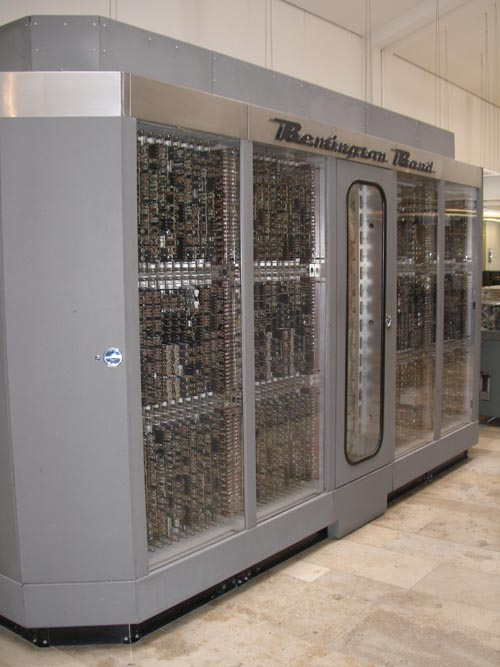
UNIVAC I w monachijskim muzeum

UNIVAC I (ang. UNIVersal Automatic Computer) – pierwszy na świecie elektroniczny komputer ogólnego przeznaczenia, zaprojektowany i budowany przez Johna Eckerta i Johna Mauchly’ego w założonej przez nich firmie Eckert-Mauchly Computer Corporation. Została ona w międzyczasie wykupiona w 1950 r. przez Remington Rand, natomiast komputer UNIVAC I pokazano dopiero w 1951 r. W sumie sprzedano ok. 40 egzemplarzy tego urządzenia.
Zakupiony został on m.in. przez amerykańskie biuro spisowe – U.S. Census Bureau. Maszyna zasłynęła prognozą zwycięstwa prezydenta Dwighta Eisenhowera w 1952 r., jeszcze przed zamknięciem punktów wyborczych.